# Знак качания
Знак качания ({\displaystyle \wr }) — в англ. литературе Wreath product (буквально результат сплетения) и Vertical Tilde — вертикальная тильда, неформально — naja (в дословном переводе — кобра), представляет собой изогнутую, вверху — влево и внизу — вправо, кривую.
Знак применяется для обозначения:
- сплетения групп[2]
- операции «косого произведения» (служит заменой знака {\displaystyle \wedge } в псевдоскалярном произведении)[источник не указан 1547 дней]
- операции качающегося факториала (к примеру, качающийся факториал числа {\displaystyle n} обозначается как {\displaystyle n\wr })[1][неавторитетный источник]
- изоморфизма в диаграмме (к примеру, {\displaystyle {\mathcal {X}}\xrightarrow {\wr } {\mathcal {X}}'})[3][нет в источнике]

## Типографика
В макросах TeX и LaTeX, а именно — с помощью пакетов amssymb и amsmath, знак качания можно вызвать с помощью команды \wr — именно из-за этого этот символ ещё и называют wr-знаком.

Знак качания можно объявить в преамбуле кода TeX ещё вот так:
```
\newcommand
{
\swing
}
[1]
{
\ensuremath
{{{
#1
}
\wr
}}}

```

## Кодировка
| Символ               | Код в Юникоде | Название в Юникоде | Название     | HTML шестн. | HTML десят. | HTML обозн.     |
| -------------------- | ------------- | ------------------ | ------------ | ----------- | ----------- | --------------- |
| {\displaystyle \wr } | U+2240        | WREATH PRODUCT     | Знак качания | &#x2240     | &#8768;     | &VerticalTilde; |

Символ имеется в Unicode с 1993 года, ещё с версии 1.1.